# Vinnie Jones
Vincent Peter "Vinnie" Jones (født 5. januar 1965 i Watford, England) er en engelsk-walisisk skuespiller og tidligere professionel fodboldspiller.
Jones spillede professionel fodbold fra 1984 til 1999, som defensiv midtbanespiller for klubberne Wimbledon F.C., Leeds United, Sheffield United, Chelsea og Queens Park Rangers. Endvidere repræsenterede han, herunder var han kaptajn for, det walisiske fodboldlandshold i 9 kampe i perioden fra 1994 til 1997. Til trods for at Jones var født og opvokset i England, var han berettiget til at repræsentere det walisiske landshold, idet han havde en walisisk bedsteforælder. Jones huskes bedst for sin tid i Wimbledon, hvor han var et centralt medlem af det berømte "Crazy Gang", hvorfra han bl.a. også fik tildelt øgenavnet "the Butcher" (dansk: "slagteren"). Han spillede 254 kampe for London-klubben med hvem han også vandt FA-Cupen i 1988. Han havde igennem hele sin karriere et ry for at have en meget aggressiv, fysisk og kompromisløs spillestil. I 1998 blev han for en kort bemærkning spillende manager for Queens Park Rangers, men besluttede i 1999 at stoppe karrieren.
Siden hans karrierestop fra fodbold i 1999, har Jones udnyttet sit image som en "hård fyr" til at forfølge en karriere som skuespiller i Hollywood. I han roller er han således oftest blevet casted, som en voldelig kriminel eller bølle. Han har bl.a. medvirket i filmene Snatch (2000), Swordfish (2001), Eurotrip (2004), She's the Man (2006) og X-Men: The Last Stand (2006).

## Baggrund og opvækst
Vincent Peter Jones blev født den 5. januar 1965 i Watford, Hertfordshire. Han er søn af Glenda (født Harris) og Peter Jones. Han gik i skoler i nærliggende Bedmond og Abbots Langley og var kaptajn på hans skoles fodboldhold. Til trods for at han er født i England, er han af delvis walisisk og irsk afstamning.

## Fodboldkarriere
Inden Jones som 19-årig i 1984 underskrev en semi-professionel kontrakt med klubben Wealdstone i den engelske Alliance Premier League, havde han spillet for forskellige lokale amatørklubber. Her kombinerede han fodbolden med et arbejde som arbejdsmand på en byggeplads. I sæsonen 1984-85 blev Wealdstone den første klub udenfor det engelske ligasystem til at vinde en double, da de både vandt ligaen og FA Trophy. Den unge Jones var dog ikke med i truppen, da Wealdstone vandt FA Trophy på Wembley Stadium i 1985.
Jones var i den efterfølgende sæson (1986) udlejet til den svenske klub FK Holmsund, hvor han var med til at sikre dem en en ligatitel i den 3. bedste svenske division.

### Wimbledon
I efteråret 1986 blev den 21-årig Jones fuldtidsprofessionel fodboldspiller, da han underskrev en kontrakt med Wimbledon F.C. Wimbledon havde i perioden fra 1982 til 1986 formået at rykke op fra den engelske fjerde division til den engelske første division, som på daværende tidspunkt var den bedste engelske fodboldliga. Således havde klubben i sæsonen forinden Jones' ankomst (1985-86) sikret sig oprykning til netop den bedste engelske fodboldrække. Wimbledon havde betalt Wealdstone £10.000 for Jones.
Jones scorede i hans kun anden optræden for Wimbledon den 29. november 1986 i en 1-0 sejr over Manchester United. Han var med til at cementere Wimbledons position i den bedste engelske række, ligesom han var en del af det Wimbledon-hold, der vandt FA -cupen i 1988 ved at slå Liverpool 1-0 på Wembley.  

### Leeds, Sheffield United og Chelsea
Jones blev i juni 1989 solgt fra Wimbledon til Leeds United for en transfersum på £650.000. Her spillede han alle ligakampe på nær én, da Leeds sluttede som mestre i den engelske anden division, hvilket sikrede klubben en oprykning til den bedste engelske fodboldliga i 1990. Jones modtog, under Howard Wilkinson ledelse, kun tre gule kort i løbet af hele sæsonen.
Jones forlod Leeds United tidligt i 1990–91 sæsonen efter at have mistet sin faste førsteholdsplads til de yngre spiller David Batty og Gary Speed. Hans tidligere Wimbledon-manager Dave Bassett, som i mellemtiden var blevet manager i Sheffield United, købte derfor i september 1990 Jones fra Leeds for en transfersum på £700.000. Her spillede Jones i alt 35 kampe og scorede to mål for Sheffield United i den bedste engelske fodboldrække. 
Jones blev den 30. august 1991 solgt til Chelsea for en transfersum på i alt £575.000. Jones fik sin debut for Chelsea dagen efter i en 4-1 sejr mod Luton. Den 18. september 1991 scorede Jones sit første mål for klubben i en 2-0 -sejr over Aston Villa. Han fik samlet 52 optrædener for Chelsea i løbet sæsonen, hvor han i alt scorede 7 mål og modtog blot 3 gule kort. 

### Retur til Wimbledon
Efter blot en sæson på Stamford Bridge vendte Jones tilbage til Wimbledon i begyndelsen af 1992-93 sæson. Premier League var netop dannet, og erstattede dermed den engelsk første division som den bedste engelske fodboldliga. Her hjalp Jones bl.a. Wimbledon med at opnå sin bedste ligaplacering nogensinde i 1993-94 sæsonen, da de sluttede på en sjetteplads i Premier League. Tre sæsoner senere bidrog han til endnu en stærk sæson for klubben, da de nåede både semifinalen i henholdsvis FA-cupen og League Cupen samt sikrede sig en sjetteplads i Premier League. I denne sæson scorede han også det endelige mål i Wimbledons 1-0 sejr over Arsenal på Highbury.
Jones anden exit fra Wimbledon kom, da han blev spiller/træner for QPR i begyndelsen af 1998. Her scorede han i sin debut mod Huddersfield Town. I slutningen af 1998, i en alder af 34 år, annoncerede Jones, at han ville trække sig tilbage fra fodbold.

### Landsholdskarriere
I december 1994 blev Jones udtaget til Wales landsholdstrup. Han var berettiget til at repræsentere Wales som følge af FIFA-regler via sin morfar der var født i Wales. Jones havde tidligere forsøgt at komme til at repræsentere Irland som følge af andre bedsteforældre. Han debuterede for Wales under Mike Smith den 14. december 1994, tre uger før sin 30-års fødselsdag, i et 3–0 nederlag til Bulgarien i kvalifikationen til EM-slutrunden i 1996. Jones forblev en del af det walisiske landhold, da Smith et par måneder senere blev erstattet som Wales-manager med Jones' tidligere Wimbledon-manager Bobby Gould. Den sidste af hans i alt ni landskampe kom den 29. marts 1997 i et 2-1 nederlag til Belgien i en VM-kvalifikationskamp på Cardiff Arms Park.
Jones' udtagelse til landsholdet blev mødt med forfærdelse af nogle og blev tilmed latterliggjort af Jimmy Greaves, der sagde: "Jamen, lad mig blive stenet! Vi har set kokain, bestikkelse og Arsenal scoret to mål på hjemmebane. Men lige når du tænkte, at man havde set alt i fodbold skal Vinnie Jones være landsholdsspiller!".

### Spillestil og image
Jones gjorde sig først og fremmest kendt som en entusiastisk og kompromisløst hård midtbanespiller, der var et af de førende medlemmer af Wimbledons berømte "Crazy Gang". Øgenavnet blev givet til Wimbledon i 1980'erne og 1990'erne grundet den machoadfærd som klubben og flere af spillerene udviste. Her havde klubben ry og for vane at praktisere en særdeles aggressiv og fysisk spillestil på banen, ligesom klubben havde for vane at gøre opsigtsvækkende ting udenfor fodboldbanen, herunder eksempelvis praktisere opsigtsvækkende practical jokes på trænere og spillere.
Jones blev udvist 12 gange i løbet af sin karriere, hvilket også skal ses i lyset af den tid, hvor han spillede fodbold. Således var engelsk fodbold i 1980'erne og 1990'erne kendetegnet af, at man tillod en mere fysik spillestil, herunder tacklinger som i dag ville afstedkomme udvisninger. Således erindrede John "Faxe" Jensen eksempelvis en episode fra starten af 1990'erne, hvor Arendal var på besøg på Selhurst Park (Wimbledons daværende hjemmebane). Her havde Vinnie Jones, kun iført underbukser, stået udenfor hjemmeholdets omklædningsrum og taget imod udeholdet, som netop var ankommet forud for kampstart. Jones havde her fanget "Faxe's" blik, hvorefter han – uden at sige noget – havde ført sin pegefinger hen over halsen i en gestus, der var nem at forstå. Under selve kampen havde Jones efterfølgende sat "Faxe" til tælling med en tackling, der i dag ville være på grænsen til et rødt kort. Jones havde ikke engang modtaget et gult kort. I stedet havde Jones hjulpet "Faxe" op og sagt: "Velkommen til engelsk fodbold, fremmed".
På trods af at man tillod en mere fysisk spillestil da Jones spillede, er han stadig registeret for 7 røde kort alene i Premier League-æraen (1992 - nu). Dette er blot én færre end den aktuelle (pr. medio 2021) rekord på 8, som holdes af Richard Dunne, Duncan Fergurson og Patrick Vieira. Jones nåede dog kun 184 Premier League-kampe, mens de andre er registeret for betydelig flere Premier League-kampe.
Jones holder den uofficielle rekord i at få tildelt det hurtigste gule kort nogensinde i en fodboldkamp. Et konservativt estimat er således, at der blot gik fire sekunder, inden Jones havde nedlagde Dane Whitehouse i en FA Cup-kamp mellem Chelsea og Sheffield United i 1992 og derpå fik tildelt et gult kort. I sin selvbiografi erindre Jones, at: "Jeg må have været for høj, for vild, for stærk eller for tidlig, for efter tre sekunder kunne jeg næsten ikke være kommet så forsendt!"
David Nielsen fortæller i hans selvbiografi, Sorte svin, at Ståle Solbakken i forbindelse med en pause i en Wimbledon-kamp skulle have beklaget sig over, at holdet spillede med for mange høje bolde og bedt højlydt om at blive mere involveret i midtbanespillet. Her skulle Vinnie Jones angiveligt have rejst sig og råbt: "Hold din kæft, din fucking nordmand". Efterfølgende, i badet efter kampen, skulle Jones angiveligt have tæsket Solbakken, hvilket – i henhold til David Nielsen – skulle have afstedkommet, at Solbakken forlod Wimbledon. Solbakken anfægter selv rigtigheden af David Nielsens historie og påpeger: "Vinnie Jones har aldrig lagt hånd på mig. Det er i bedste fald en sammenblanding af to historier".

## Filmografi

### Film
| År               | Titel                               | Rolle                         | Noter      |
| ---------------- | ----------------------------------- | ----------------------------- | ---------- |
| 1998             | Lock, Stock and Two Smoking Barrels | Big Chris                     |            |
| 2000             | Gone in 60 Seconds                  | The Sphinx                    |            |
| 2000             | Snatch                              | Bullet Tooth Tony             |            |
| 2001             | Swordfish                           | Marco                         |            |
| 2001             | Night at the Golden Eagle           | Rodan                         |            |
| 2001             | Mean Machine                        | Danny Meehan                  |            |
| 2004             | The Big Bounce                      | Lou Harris                    |            |
| 2004             | Tooth                               | The Extractor                 |            |
| 2004             | Eurotrip                            | 'Mad' Maynard                 |            |
| 2004             | Survive Style 5+                    | Killer                        |            |
| 2004             | Blast                               | Michael Kittredge             |            |
| 2005             | Slipstream                          | Winston Briggs                |            |
| 2005             | Submerged                           | Henry                         |            |
| 2005             | Hollywood Flies                     | Sean                          |            |
| 2005             | Mysterious Island                   | Bob                           | TV film    |
| 2006             | The Number One Girl                 | Dragos Molnar                 |            |
| 2006             | Johnny Was                          | Johnny Doyle                  |            |
| 2006             | She's the Man                       | Coach Dinklage                |            |
| 2006             | The Other Half                      | Trainer                       |            |
| 2006             | Played                              | Detective Brice               |            |
| 2006             | X-Men: The Last Stand               | Cain Marko / Juggernaut       |            |
| 2006             | Garfield: A Tail of Two Kitties     | Rommel                        | Voice role |
| 2007             | The Condemned                       | Ewan McStarley                |            |
| 2007             | 7–10 Split                          | Roddy Nightengale             |            |
| 2007             | The Riddle                          | Mike Sullivan                 |            |
| 2007             | Strength and Honour                 | 'Smasher' O'Driscoll          |            |
| 2007             | Tooth & Nail                        | Mongrel                       |            |
| 2008             | Hell Ride                           | Billy 'Wings'                 |            |
| 2008             | Loaded                              | Mr. Black                     |            |
| 2008             | The Midnight Meat Train             | Mahogany                      |            |
| 2009             | (Untitled)                          | Ray Barko                     |            |
| 2009             | Year One                            | Sargon                        |            |
| 2009             | Assault of Darkness                 | Mr. Hunter                    |            |
| 2009             | The Heavy                           | Edgar Dunn                    |            |
| 2009             | The Ballad of G.I. Joe              | Destro                        |            |
| 2009             | The Bleeding                        | Cain                          |            |
| 2010             | Smokin' Aces 2: Assassins' Ball     | Finbar 'The Surgeon' McTeague |            |
| 2010             | Locked Down                         | Anton Vargas                  |            |
| 2010             | Inversion                           | Doug                          |            |
| 2011             | Kill the Irishman                   | Keith Ritson                  |            |
| 2011             | Age of the Dragons                  | Stubbs                        |            |
| 2011             | You May Not Kiss the Bride          | Brick                         |            |
| 2011             | The Liquidator                      | Killer                        |            |
| 2011             | Blood Out                           | Zed                           |            |
| 2011             | Cross                               | Gunnar                        |            |
| 2011             | Not Another Not Another Movie       | Nancy Longbottom              |            |
| 2012             | Madagascar 3: Europe's Most Wanted  | Freddie 'The Dog'             | Voice role |
| 2012             | Hijacked                            | Joe Ballard                   |            |
| 2012             | Freelancers                         | Sully                         |            |
| 2012             | The Diamond Heist                   | Jack Varga                    |            |
| 2012             | Fire with Fire                      | Boyd                          |            |
| 2013             | Company of Heroes                   | Brent Willoughby              |            |
| 2013             | Fractured                           | Quincy                        |            |
| 2013             | Armed Response                      | Tillinghast                   |            |
| 2013             | Escape Plan                         | Drake                         |            |
| 2013             | Extraction                          | Ivan Rudovsky                 |            |
| 2013             | Ambushed                            | Vincent Camastra              |            |
| 2013             | Blood of Redemption                 | Campbell                      |            |
| 2014             | Redirected                          | Golden Pole                   |            |
| 2014             | A Certain Justice                   | Bennett                       |            |
| 2014             | Way of the Wicked                   | John Eliott                   |            |
| 2014             | Beyond Justice                      | Vincent De La Cruz            |            |
| 2014             | Reaper                              | Rob                           |            |
| 2014             | Gutshot Straight                    | Carl                          |            |
| 2014             | The Calculator                      | Yust Van Borg                 |            |
| 2015             | The Enforcer                        | Renner                        |            |
| 2015             | Left to Die                         | Sarge                         |            |
| 2015             | Mercenary: Absolution               | The Boss                      |            |
| 2015             | Rivers 9                            | Ray Kaplan                    |            |
| 2015             | Checkmate                           | Lu                            |            |
| 2015             | 6 Ways to Die                       | John Doe                      |            |
| 2015             | Gridlocked                          | Ryker                         |            |
| 2015             | Bite                                | John 'Big John'               |            |
| 2016             |                                     |                               |            |
| Kill Kane        | Ray Brookes                         |                               |            |
| Decommissioned   | Michael Price                       |                               |            |
| The Midnight Man | Pearl                               |                               |            |
| 2017             | Cross Wars                          | Gunnar                        |            |
| 2019             | The Gandhi Murder                   | Sir Norman Smith              |            |
| 2019             | Madness in the Method               | Vinnie                        |            |
| 2019             | Cross: Rise of the Villains         | Gunnar                        |            |
| 2020             | Ron Hopper's Misfortune             | Ron Hopper                    | [ 16 ]     |
| 2020             | I Am Vengeance: Retaliation         | Sean Teague                   |            |
| 2020             | The Big Ugly                        | Neelyn                        | [ 17 ]     |
| 2021             | Rise of the Footsoldier Origins     | Bernard O'Mahoney             |            |
| 2021             | The Bezonians                       | Willard Greb                  |            |
| 2022             | Death Pursuit                       | Temple                        |            |
| TBA              | Overtown                            | Cutty                         | Forsinket  |
| TBA              | Hypnotized                          |                               | Afsluttet  |
| TBA              | Cross 4                             | Gunnar                        | Filmer     |

### Tv
| År        | Titel                        | Rolle                   | Noter                                                                           |
| --------- | ---------------------------- | ----------------------- | ------------------------------------------------------------------------------- |
| 2005      | Extras                       | Vinnie Jones            | Episode: " Ross Kemp & Vinnie Jones"                                            |
| 2010      | Chuck                        | Karl Stromberg          | Episode: "Chuck Versus the Three Words"                                         |
| 2011      | The Cape                     | Dominic Raoul / Scales  | 6 episoder                                                                      |
| 2013      | Elementary                   | Colonel Sebastian Moran | 2 episoder                                                                      |
| 2014      | Psych                        | Ronnie Ives             | Episode: "Lock, Stock, Some Smoking Barrels and Burton Guster's Goblet of Fire" |
| 2014      | The Musketeers               | Martin Labarge          | Episode: "The Challenge"                                                        |
| 2014      | Mind Games                   | Isaac Vincent           | 2 episoder                                                                      |
| 2015–2018 | Arrow                        | Danny 'Brick' Brickwell | 9 episoder                                                                      |
| 2015–2016 | Galavant                     | Gareth                  | Alle 18 episoder                                                                |
| 2018      | Deception                    | Gunter Gastafsen        | Alle 13 episoder                                                                |
| 2019      | NCIS Los Angeles             | Rick Dorsey             | Episode: "A Bloody Brilliant Plan"                                              |
| 2021      | Law & Order: Organized Crime | Albi Briscu             | 8 episoder                                                                      |

### Musikvideoers
- Steve Aoki & LOOPERS - "Pika Pika" (2018)
  - Oprindeligt filmet til Steve Aoki & Knife Party - "Piledriver"

## Diskografi

### Albums
- 2002: Respect

### Singler
- "Wooly Bully" (1993)